# 青石关
青石关位于山东省济南市莱芜区和庄镇北部，臨近淄博市博山區，古为齐、鲁两国交界处。自古以来即为交通要道，现有803省道穿过关卡，滨莱高速公路从西侧经过。地形主要以山地丘陵为主，主要作物有小麦、玉米、谷子等。
- 青石关古道 （页面存档备份，存于）
- 齐长城之青石关 （页面存档备份，存于）
- 探寻山东最美古村落之莱芜青石关村 （页面存档备份，存于）